# Vårgårda (comune)
Vårgårda è un comune svedese di 10 903 abitanti, situato nella contea di Västra Götaland. Il suo capoluogo è la cittadina omonima.

## Località
Nel territorio comunale sono comprese le seguenti aree urbane (tätort):
- Östadkulle
- Vårgårda